# السفارة السعودية في أستراليا
سفارة المملكة العربية السعودية في أستراليا، هي بعثة دبلوماسية سعودية تقع في العاصمة الأسترالية كانبرا ويترأس البعثة سفير خادم الحرمين الشريفين سلطان بن فهد بن خزيم.

## سفراء السعودية في أستراليا
| السفير               | الفترة من   | ملاحظات |
| -------------------- | ----------- | ------- |
| سلطان بن فهد بن خزيم | يناير 2023  | [ 1 ]   |
| مساعد إبراهيم السليم | نوفمبر 2018 | [ 2 ]   |

## وصلات خارجية
- الموقع الرسمي
- (بالعربية) وزارة الخارجية السعودية
- (بالإنجليزية) Ministry of Foreign Affairs of Kingdom of Saudi Arabia